# Aégis
Pour les articles homonymes, voir Aegis.
Albums de Theatre of Tragedy
Velvet Darkness They Fear
(1996) Musique (album)
(2000)
Aégis est le troisième album du groupe de metal gothique norvégien, Theatre of Tragedy. L'album abandonne en grande partie les touches death metal des albums précédents pour privilégier une atmosphère plus mélancolique. Cet album est le dernier de leur discographie à avoir recours à des textes en Anglais moderne naissant.

## Musique
L'album marque un changement stylistique par rapport aux albums précédents. Si la musique reste toujours dans la sphère du metal gothique, Aégis diffère de la plus grande partie des exemples du genre et des albums précédents du groupe à travers une approche plus douce et mélancolique. Le groupe assouplit ses bases death-doom, et fait place à une esthétique plus éthérée et mettant l'emphase sur les influences du gothique atmosphérique de l'ethereal wave et du rock gothique. Raymond Rohonyi y tempère désormais le chant en grunt pour privilégier un chant clair monocorde et introspectif, les seules chansons où persistent encore quelques passages en voix grunt sont Venus et Bacchante, mais les passages sont sous-mixés tandis que les parties vocales angéliques de Liv Kristine sont mises à l'honneur. La puissance et la lourdeur de la distorsion des guitares et allégée, en revanche les effets de delay et de chorus typiques du rock gothique sont mis à l'honneur. Les guitares en distorsion ont un rôle moins prééminent qu'avant. Les mélodies de piano sont moins présentes et laissent place en contrepartie à des longues plages éthérées de synthétiseurs donnant naissance à une musique à la fois très atmosphérique, contemplative et mélancolique dans laquelle certains observateurs ont cru parfois voir les prémisses d'un nouveau genre à venir, "quelque chose comme un "ethereal gothic rock".:
Le groupe explique que le changement de style est dû principalement aux départs des précédents guitaristes Tommy Lindal et Geir Flikkeid au cours de l'année 1997 et à l'arrivée du guitariste Tommy Olsson très inspiré par la musique gothique:

« Ce changement est principalement dû aux problèmes de line-up auxquels nous avons été confrontés. Entre "Velvet Darkness..." et "Aégis", les deux guitaristes ont été remplacés par Frank Claussen et Tommy Olsson. Frank a un passé musical plutôt metal alors que Tommy est vraiment un fan du son gothique de la fin 80-début 90, ce qui explique pourquoi "Aégis" sonne vraiment dans cette veine. »

Les raisons de ce changement vers une voie plus mélodique s'expliquent aussi par le fait que Raymond souhaitait explorer les possibilités du chant clair, car il avait le sentiment de stagner dans ce qu'il avait développé auparavant avec son chant en grunt.

## Textes
À l'instar des albums précédents, les paroles sont écrites en vieil anglais moderne naissant, c'est-à-dire l'anglais shakespearien du XVe siècle. Certains textes sont même proches de l'incompréhensible pour ceux qui ne sont pas familiers de ce langage, même ceux ayant l'anglais pour langue maternelle. Un exemple tiré d'angélique

« 'Vaunt! - Devil tyne -

Wadst thou wane fore'ermae;

Daunt - sinsyne thence,

Ta'en as a dint, Angelique? »

Cet opus se caractérise aussi par une thématique commune, il s'agit en effet, d'un concept album tournant autour de la figure mythique de la femme. Chaque chanson traite d'une figure féminine soit mythologique (comme Cassandre, Vénus, Aédé, Lorelei) soit historique(Poppée). L'album traite du pouvoir que la figure féminine peut exercer sur les hommes. Le batteur Hein Frode Hans explique:

« Elles ont cet énorme pouvoir(...) Tout homme sait de quoi je parle. Elles ont cette capacité à manipuler, comme de rentrer furtivement dans l'esprit de l'homme d'une façon mystérieuse et effrayante. Elles ont un pouvoir que les hommes n'ont pas. Je ne sais pas pourquoi. Elles sont capables de faire faire à un homme les choses les plus folles. Elles peuvent d'un côté le porter sur les plus sommets du bonheur et de l'autre lui arracher le cœur et le laisser agoniser dans la souffrance. »

## Reception
L'album Aégis reçut de nombreuses chroniques élogieuses et généralement considéré par les fans comme l'un des chefs-d'œuvre du groupe aux côtés de Velvet Darkness they Fear.Mais il a mis un peu plus de temps à être admis. Liv Kristine explique :

« Au début, ça a été très positif, mais il n'y a pas eu ruée. Ça s'est fait avec le temps, pas à pas. Maintenant, on en est à un peu plus de 1000 000 albums vendus. Le public a mis un peu de temps à adopter Aégis. Il faut dire qu'il était différent de ce qu'on avait fait précédemment. C'était plus du gothic-rock, que du metal, plus atmosphérique, plus calme. Avec musique, nous allons encore plus loin dans les changements, dans la différence. »

Le groupe a parfois été accusé, avec cet album, de vouloir faire une musique plus commerciale. Mais le groupe soutient qu'il n'a pas été motivé par une volonté de vendre plus. Le batteur remarque à cet égard que c'était même plutôt risqué en terme commercial de s'éloigner du style plus brutal qui avait fait leur succès.. Répéter la même formule pour eux c'était comme stagner au niveau artistique et ils ne voulaient pas se laisser enfermer dans les stéréotypes du metal gothique, car la musique de type "belle et la bête" devenait devenait de plus en plus une formule reprise par de nombreux groupes.

## Chansons
1. Cassandra – 6:48
2. Lorelei – 5:37
3. Angélique – 5:46
4. Aoede – 6:10
5. Siren – 7:30
6. Venus – 5:33
7. Poppea – 5:47
8. Bacchante – 6:42

Une version limitée contient le bonus track Samantha qui est placé entre Siren et Venus. La version japonaise contient un second bonus track, Virago, qui est placé après Bacchante.